# Dipoena notata
Espèce
Dipoena notata est une espèce d'araignées aranéomorphes de la famille des Theridiidae.

## Distribution
Cette espèce est endémique du Pakistan.

## Publication originale
- Dyal, 1935 : Fauna of Lahore, 4. Spiders of Lahore. Bulletin of the Department of Zoology of the Panjab University, vol. 1, p. 117-252.